# Inał Tawasijew
Inał Witaljewicz Tawasijew (ros. Инал Витальевич Тавасиев; ur. 28 marca 1989 w Digorze) – rosyjski siatkarz, grający na pozycji środkowego. Od sezonu 2014/2015 występuje w drużynie Kuzbass Kemerowo.

## Sukcesy klubowe
Mistrzostwo Rosji:
- 2019[1][2]
- 2020

Superpuchar Rosji:
- 2019